# BRIT Awards/British Rock Act
Der BRIT Award for British Rock Act wurde von 2004 bis 2006 von der British Phonographic Industry (BPI) verliehen. Es handelte sich um einen Preis, der an britische Künstler der Rockmusik verliehen wurde. Für den BRIT Awards 2022 wurde der Award als Best British Rock/Alternative Act erneut eingeführt.
Die Gewinner und Nominierten werden von einem Komitee bestehend aus über eintausend Mitgliedern gewählt. Das Wahlkomitee besteht aus verschiedenen Mitarbeitern von Plattenfirmen und Musikzeitschriften, Manager und Agenten, Angehörigen der Medien sowie vergangene Gewinner und Nominierte.

## Übersicht
| Jahr        | Sieger               | Nominierte                                                         |
| ----------- | -------------------- | ------------------------------------------------------------------ |
| 2004        | The Darkness         | - Feeder - Muse - Primal Scream - Stereophonics                    |
| 2005        | Franz Ferdinand      | - Kasabian - The Libertines - Muse - Snow Patrol                   |
| 2006        | Kaiser Chiefs        | - Franz Ferdinand - Hard-Fi - Kasabian - Oasis                     |
| 2007 – 2021 | nicht vergeben       | nicht vergeben                                                     |
| 2022        | Sam Fender           | - Coldplay - Glass Animals - Tom Grennan - Wolf Alice              |
| 2023        | The 1975             | - Arctic Monkeys - Nova Twins - Tom Grennan - Wet Leg              |
| 2024        | Bring Me the Horizon | - Blur - The Rolling Stones - Young Fathers - Yussef Dayes         |
| 2025        | Sam Fender           | - Beabadoobee - The Cure - Ezra Collective - The Last Dinner Party |

## Statistik
| Awards | Artist     |
| ------ | ---------- |
| 2      | Sam Fender |

| Nominations | Künstler        |
| ----------- | --------------- |
| 2           | Franz Ferdinand |
| 2           | Kasabian        |
| 2           | Muse            |
| 2           | Sam Fender      |
| 2           | Tom Grennan     |